# Пригоди Ікабода і пана Скрека
«Пригоди Ікабода і пана Скрека» (англ. The Adventures of Ichabod and Mr. Toad) — американський повнометражний анімаційний фільм режисера Клайда Джеронімі, Джеймса Алгара і Джека Кінні, випущений 5 жовтня 1949 року в США.  
Фільм є екранізацією творів Кеннета Грема (Вітер у вербах) і Вашингтона Ірвінга (Легенда сонного виярку).
У фільмі представлені історії двох казкових персонажів англосаксонської літератури. Фільм найбільш відомий як останній зі збірок діснеївської студії, випущених в 1940-х роках до виходу «Попелюшки» в 1950 році. 
Попри відсутність визнання, перша сцена цього фільму служить основою для атракціону в діснеївському парку, і багато персонажів були використані в інших постановках.

## Сегменти та сюжет
Оскільки анімаційні сегменти фільму засновані на літературних творах, вони обидва представлені в реальних сценах, встановлених в бібліотеці в якості пристрою кадрування. Перший сегмент вводиться і розповідається Безілом Ретбоуном, а другий сегмент вводиться і розповідається Бінгом Кросбі. 
Decca Records випустили альбом під назвою Ichabod — The Legend of Sleepy Hollow за участю Бінга Кросбі в 1949 році.

### Вітер у вербах
Цей сегмент заснований на літературному творі Кеннета Грема — «Вітер у вербах» (1908). Історія розгортається в і навколо Лондона, Англії, Великої Британії між 10 червня 1909 року й 1 січня 1910 року. Головний герой Джей Тадеуш Тоад, Есквайр, вводиться як «невиліковний авантюрист», який «ніколи не рахував вартість». Як «один тривожний елемент» історії, хоча він і є багатим власником маєтку Тоад-Голл, пригоди Тоада і «позитивна манія до примх» привели його на межу банкрутства. В крайньому разі, друг Тоада, Енгус Макбаджер добровільно зголосився в якості бухгалтера, щоб допомогти Тоаду зберегти своє майно, яке є джерелом гордості в суспільстві.
Одного разу влітку Макбаджер просить друзів Тоада — Ретті (водяний щур) і Моулі (кріт) переконати Тоада відмовитися від своєї останньої манії безрозсудно їздити по сільській місцевості на коні і циганської візку, яка може накопичити велику фінансову відповідальність в пошкодженому майні. Ретті і Моулі протистоять Тоаду, але він не в змозі змінити свою думку. Тоад тоді бачить автомобіль в перший раз і стає зачарований новою машиною, будучи захопленим «автоманією».
Щоб вилікувати нову манію Тоада, Рет і Моулі посадили Тоада під домашній арешт. Тим не менш, Тоад тікає і пізніше заарештований і звинувачений у крадіжці автомобіля. На суді Тоад представляє себе і викликає свого коня Сиріла Крутобокого в якості першого свідка сторони захисту. Сиріл свідчить, що автомобіль, у викраденні якого звинувачувався Тоад, вже викрала банда тхорів. Тоад увійшов в таверну, де була припаркована машина, і запропонував купити машину у тхорів. Однак, оскільки у Тоада не було грошей, він запропонував обміняти Тоад-Голл на машину. Прокурор і суддя недовірливо ставляться до цієї заяви, тому Тоад потім викликає бармена містера Вінкі в якості свідка угоди; однак, коли Тоад сказав йому пояснити, що насправді сталося, Вінкі помилково свідчить, що Тоад намагався продати йому вкрадений автомобіль. Тоад визнаний винним на місці і засуджений до двадцяти років в лондонському Тауері. Друзі Тоада намагалися йому допомогти, але безуспішно. Вони оббивали пороги судів, але все безрезультатно, друзі Тоада звернулися навіть до Верховного Суду, але і він залишив вирок без зміни. У підсумку, справу Джей Тадеуша Тоада закрили.
Напередодні Різдва Сиріл відвідує Тоада, переодягнувшись в бабусю, і допомагає йому бігти, даючи йому свою власну маскування. Тоад швидко біжить до залізничної станції і захоплює локомотив поїзда і виїжджає зі станції, прямуючи до берега річки, щоб не попастися поліції на іншому локомотиві. Тим часом, Макбаджер виявляє, що Вінкі є лідером банди тхорів, і що вони дійсно захопили Тоад-Голл; сам Вінкі володіє договором. Знаючи, що документ з підписом Тоада і Вінкі доведе невинність Тоада, четверо друзів пробираються в Тоад-Голл і забирають документ після виснажливої погоні за маєтком.
Потім фільм закінчується початком Нового року: Тоад виправданий і повернув свій будинок, в той час як це має на увазі, що Вінкі і його поплічників заарештували і ув'язнили. Коли Макбаджер, Ретті і Моулі святкують Новий рік з тостом за Тоада, який, на їхню думку, повністю реформувався, Тоад і Сиріл необачно пролітають повз на літаку братів Райт 1903 року; Тоад по-справжньому не реформувався, але розвинув манію до літаків.

### Легенда сонного виярку
Другий сегмент заснований на «Легенді сонного виярку» Вашингтона Ірвінга. Хоча фільм вводить історію як Ікабод Крейн, пізніші окремі релізи зберегли початкову назву історії (В якості якого коротка розповідь «Легенда сонного виярку» була спочатку опублікована в ескізі книги з іншими історіями, а не у вигляді одного тому, як показано у фільмі).
У жовтні 1790 року, Ікабод Крейн, довготривалий, ненажерливий, забобонний, але чарівний чоловік прибуває в Сонну Лощину в штаті Нью-Йорк — невелике село на північ від Таррітауна і Нью-Йорк Сіті, яка славиться своїми льодовими душу історіями, щоб бути новим шкільним вчителем міста. Незважаючи на свою дивну поведінку, зовнішність і жіночні манери, Ікабод незабаром завойовує серця сільських жінок і формує хороші дружні стосунки зі своїми учнями. Бром Боунс, хитрий і відчайдушний навіжений герой міста, робить все можливе, щоб залякати Ікабода. Тим не менш, він дуже добре ігнорує ці глузування і продовжує взаємодіяти з городянами. Потім Ікабод закохується в Катрину Ван Тассель, красиву дочку і єдиної дитини Балтуса Ван Тасселя, який є найбагатшою людиною у всій окрузі (на відміну від більшості фільмів, Катріна не говорить діалог в цьому сегменті). Незважаючи на те, що він закохується в неї, Ікабод в основному бажає взяти гроші своєї сім'ї для себе. Бром, який також закоханий в неї, продовжує змагатися зі шкільним вчителем. Ікабод виграє Катріну при кожній можливості, хоча, без його відома, Катріна, яка думає, що Бром занадто впевнений в собі, тільки використовує Ікабода, щоб змусити Брому ревнувати і змушувати його більше намагатися для її прихильностей.
Два кавалера-суперника запрошені на вечірку Гелловіна Ван Тассеном, де Бром намагається обміняти пухку жінку на Катріну, яка танцює з Ікабодом, але комічно зазнає невдачі. Поки обидва чоловіки обідають, Бром ловить Ікабода, нервово кидає сіль через плече. Виявивши, що Ікабод дуже забобонний, він вирішує заспівати історію про легендарного Вершника без голови, який, мабуть, був убитий гарматним ядром в недавньому конфлікті і подорожує щороку на Хеллоуїн, шукаючи голову, щоб замінити ту, яку він втратив, і що єдиний спосіб уникнути примари — перетнути старий критий міст через струмок. Всі інші, включаючи Катріну, знаходять це кумедним, в той час, як Ікабод, з іншого боку, починає боятися за своє життя.
По дорозі додому з вечірки, Ікабод стає параноїком від кожної тварини шуму, який він чує, проїжджаючи через темний ліс, збільшуючи свій страх перед можливістю зустрічі з вершником. Подорожуючи по старому кладовищу, Ікабод вважає, що чує звук коня, що скаче до нього, але виявляє, що звук видають сусідні рогози, що б'ють колоду. З полегшенням, Ікабод починає сміятися зі своїм конем. Однак їх сміх переривається появою справжнього Вершника без голови, верхи на чорному коні (тобто, підозріло, ідентично коні Брому). Після того, як привид кидається в погоню, Ікабод, згадуючи рада Брому, перетинає критий міст, який зупиняє переслідування примари. Тим не менш, вершник кидає свою голову що палаяє, показану великим-великим ліхтарем Джека, на кричущого Ікабода, який намагається пригнутися, але зазнає невдачі, потім отримує удар і падає стрімголов в пил.
Наступного ранку капелюх Ікабода знайдений на мосту поруч з розбитою гарбузом вершника без голови, але самого Ікабода ніде не знайшли. Через деякий час Бром бере Катріну в дружини. Починають поширюватися чутки, що Ікабод все ще живий і навіть одружений з багатою вдовою в далекому графстві з дітьми, всіма схожими на нього. Тим не менш, люди Сонного виярку наполягають на тому, що Ікабода «потягнув» Вершник без голови.

## Нагороди
- Мультфільм отримав Золотий Глобус (Golden Globes, USA, — Best Cinematography — Color) (1950)[1].

## Український дубляж
- Олександр Погребняк — Скрек
- Олександр Завальський — Щур
- Олег Лепенець — Кріт
- Михайло Войчук — МакБорсук
- Кирило Нікітенко — Оповідач
- Дмитро Завадський — Сиріл
- Микола Боклан — Прокурор
- Олександр Ярема — Вінкі
- Павло Костіцин — Ікабод, Кросбі
- Сергій Юрченко — Бром
- Євген Пашин — Суддя
- Дмитро Вікулов — Клерк
- Юлія Перенчук — Катріна
- Євген Малуха — Полісмен 2, Поштар
  - А також: Сергій Солопай, Сергій Кияшко та інші

Мультфільм дубльовано студією «Le Doyen» на замовлення «Disney Character Voices International» у 2017 році.
- Режисер дубляжу — Максим Кондратюк
- Перекладач — Роман Дяченко
- Музичний керівник — Тетяна Піроженко
- Звукорежисер — Станіслав Ногін